# Рыбинск (Черниговская область)
Ры́бинск (укр. Рибинськ) — село в Корюковском районе Черниговской области Украины. Население 425 человек. Занимает площадь 1,319 км².
Код КОАТУУ: 7422487901. Почтовый индекс: 15321. Телефонный код: +380 4657.

## Власть
Орган местного самоуправления — Рыбинский сельский совет. Почтовый адрес: 15321, Черниговская обл., Корюковский р-н, с. Рыбинск, ул. Зелёная, 37.
Код КОАТУУ: 7422487901. Почтовый индекс: 15321. Телефонный код: +380 4657.

## История
Село основано в 1920 г. Его название происходит от названия реки Рыбины. 
Вблизи села обнаружено городище периода Киевской Руси (IX— XIII вв.).
В августе 1928 г. организован первый колхоз «Перемога».
На фронтах Великой Отечественной войны сражалось 300 жителей села, 179 из них награждены орденами и медалями СССР, 96 — погибли. Постановлением бюро обкома Компартии Украины села Рыбинск, Журавлевая Буда, Новоселовка и Парастовское признаны партизанскими. В 1957 г. установлен памятник партизанам, погибшим за свободу и независимость Родины, в честь воинов-односельчан, павших в боях с немецко-фашистскими оккупантами, сооружен обелиск.
В 1960-е гг. в Рыбинске находились центральная усадьба колхоза им. XX съезда КПСС, за которым было закреплено 3315,2 га сельскохозяйственных угодий, в т. ч. 2565,4 га пахотной земли. Хозяйство выращивало зерновые и технические культуры. Было развито мясо-молочное животноводство. Действовал деревообрабатывающий завод, который являлся главным на Украине поставщиком многокорпусных ульев для колхозных и совхозных пасек, а также пчеловодческих объединений. За успехи в развитии сельского хозяйства 97 передовиков награждены орденами и медалями СССР, в т. ч. орденом Ленина — животновод Н. Г. Федоренко.
На территории села работали: восьмилетняя школа (140 учащихся и 14 учителей), дом культуры (с залом на 300 мест), библиотека (с книжным фондом 9,9 тыс. экземпляров), фельдшерско-акушерский пункт, отделение связи, сберегательная касса, 3 магазина, комплексный приемный пункт райбыткомбината. В Рыбинске было 2 партийные (на учете было 80 коммунистов) и 2 комсомольские (58 членов ВЛКСМ) организации, которые были созданы: партийная — в 1925, комсомольская — в 1924 году.